# Grenada National Cricket Stadium

Het Grenada National Cricket Stadium, (voorheen Queen's Park) is een cricketstadion in Grenada en was een van de stadions waar het Wereldkampioenschap cricket 2007 werd gespeeld. In het stadion werden enkele Super-8 wedstrijden van het wereldkampioenschap gespeeld. Het stadion heeft een capaciteit van 20.000 toeschouwers.
Nadat het stadion herbouwd was in 2000 werd het in 2004 zwaar beschadigd door orkaan Ivan. Het herstellen na deze orkaan werd grotendeels gefinancierd door de Chinese overheid.